# Asociación de Fútbol de Botsuana
La Asociación de Fútbol de Botsuana es el organismo rector del fútbol en Botsuana, con sede en Gaborone. Fue fundada en 1970, desde 1978 es miembro de la FIFA y desde 1976 de la CAF. Organiza el campeonato de Liga y de Copa, así como los partidos de la selección nacional en sus distintas categorías.